# آفتاب‌پرست ناماکا
آفتاب‌پرست ناماکا نوعی مارمولک خشکی‌زی است که در کویر نامیب در نامیبیا و آنگولا جنوبی زندگی می‌کند.
آفتاب‌پرست ناماکا از حشرات مختلف مخصوصا سوسکها یا از حشرات دیگر از جمله جیرجیرک‌ها، و همین طور از مارمولک‌ها و آفتاب‌پرست‌های جوان، مار‌های کوچک و حتی عقرب تغذیه می‌کند.

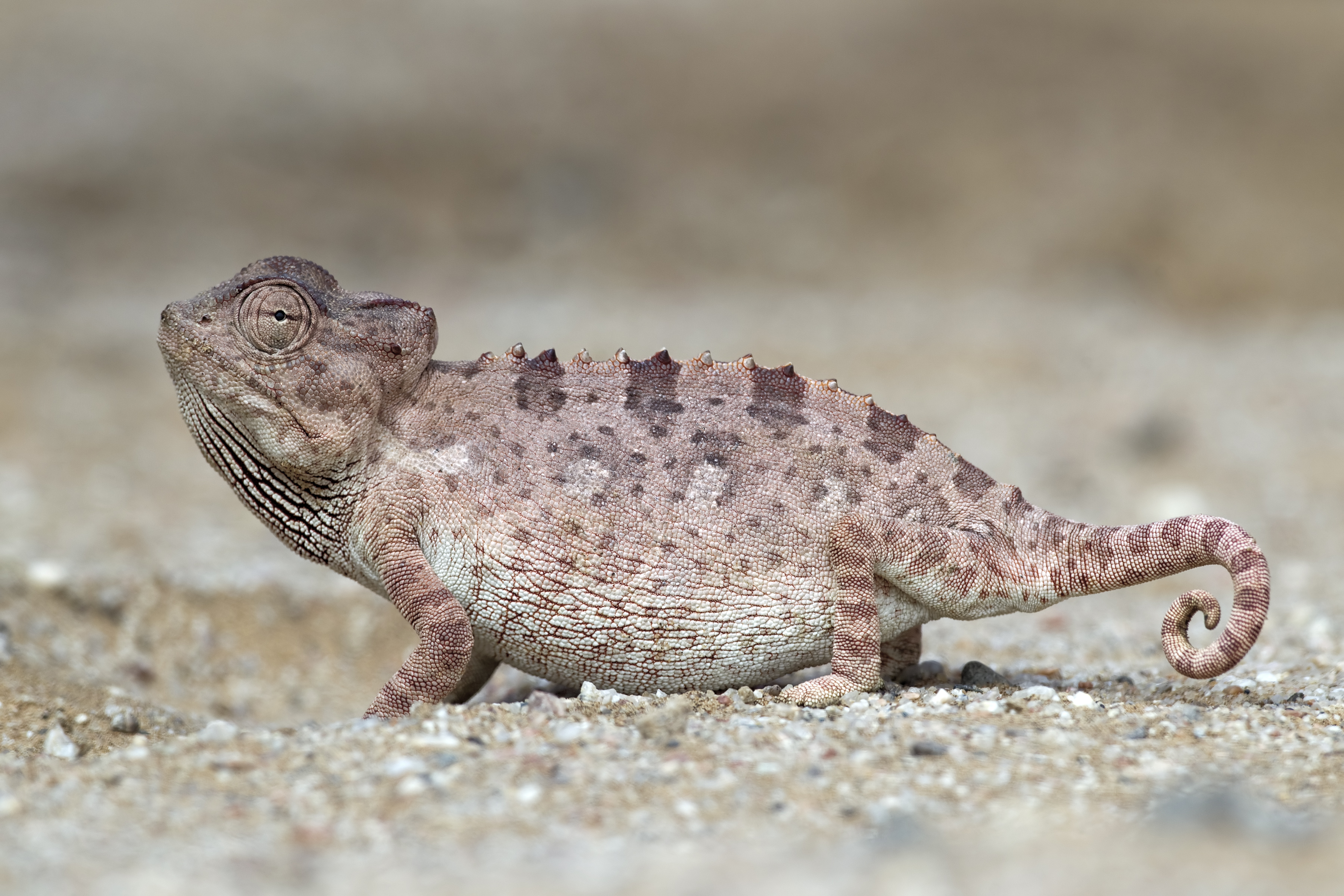
در نامیبیا